# 飴と鞭

“人参と棒”（carrot and stick）

飴と鞭（あめとむち、ドイツ語: Zuckerbrot und Peitsche、片仮名: ツッカーブロット ウント パイチェ）とは、支配や懐柔の方法で、甘い扱いをして譲歩する一方で厳しく締めつけること。
権力者の人民懐柔策で、一方では弾圧法規を制定すると共に、一方では生活に役に立つとされる政策を実施することである。鞭を前者に、飴を後者に例えた言葉である。ただしドイツ語の「Zuckerbrot」は、厳密には〈菓子パン〉を指す。
ドイツ帝国の鉄血宰相オットー・フォン・ビスマルクによる政策を評価した言葉が定着したものである。
英語では同じ意味で人参と棒（英: carrot and stick）という。

## ビスマルク政策
1880年代にビスマルクは、社会主義の温床が貧困にあるとして、疾病保険法・災害保険法・老齢疾患保険法に基づく世界最初の社会保険制度を創設し社会改良を行うことで階級融和を図った。しかし、社会主義者鎮圧法と同時に実施されたため、飴と鞭の政策といわれた。これらの政策は、現在の世界の社会保障制度のさきがけとなった。
慣用句として定着するようになり、「アメとムチ」のようにカタカナで表記されることも多い。
ビスマルクを批判する立場からこの言葉を使ったのはフランツ・メーリングで、彼は社会主義者である。また、アメには利益・歓喜、ムチには恐怖・不安といった意味がこめられている。

## その他
- 日本では加藤高明内閣の時に成立した普通選挙法と治安維持法も飴と鞭と呼ばれることがある。
- 日本における工業所有権法の一つである特許法は、代償説という観点から立った場合、「飴と鞭」の使い分けとして扱われる。ここで、飴とは排他的独占権である「特許権」の付与で、鞭とは「特許発明の一般公開」を指す。